# Michael Steiner

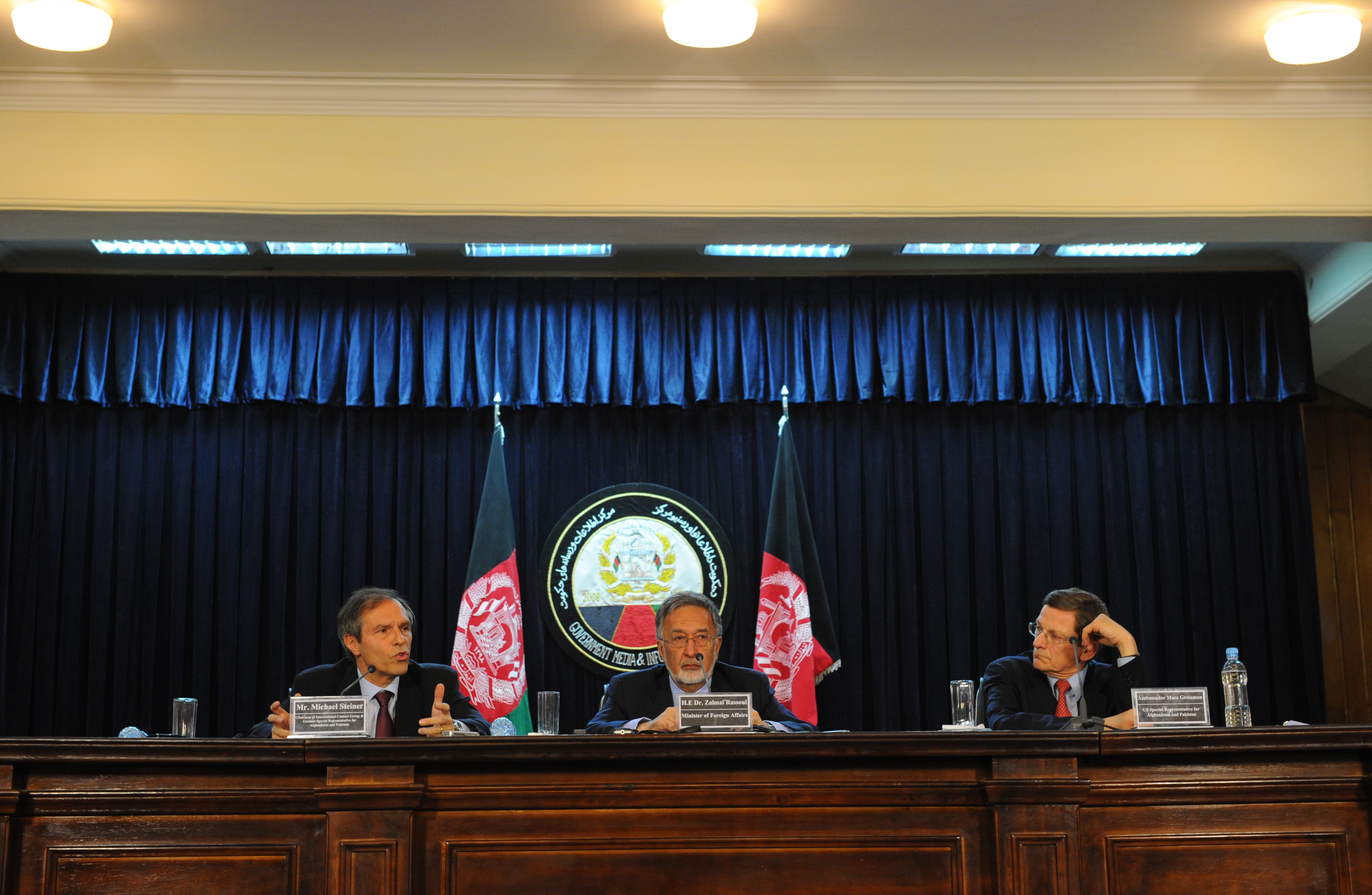
Michael Steiner (links) met Zalmai Rassoul (midden) en Marc Grossman Kabul, juni 2011

Michael Steiner (München, 28 november 1949) is een Duits diplomaat. Van 2007 tot 2012 was hij ambassadeur voor Duitsland in Italië en van 2012 tot zijn pensionering in 2015 bekleedde hij deze post in India. Steiner studeerde Rechtswetenschap in München en Parijs. 
Van 1998 tot 2001 was Steiner veiligheidsadviseur van de toenmalige Bondskanselier Gerhard Schröder. Na de zogenaamde Kaviaar-affaire moest hij deze post verlaten.
Van 14 februari 2002 tot 8 juli 2003 was hij Special Representative van de Verenigde Naties en Secretaris-Generaal voor Kosovo, als hoofd van de UNMIK, en van 2003 tot 2007 vertegenwoordigde hij Duitsland bij de Verenigde Naties in Genève.